# Sparganothoides
Sparganothoides es un género de lepidópteros de la familia Tortricidae.

## Especies
- Sparganothoides aciculana Kruse & Powell, 2009
- Sparganothoides albescens Walsingham, 1913
- Sparganothoides amitana Kruse & Powell, 2009
- Sparganothoides arcuatana Kruse & Powell, 2009
- Sparganothoides audentiana Kruse & Powell, 2009
- Sparganothoides broccusana Kruse & Powell, 2009
- Sparganothoides calthograptana Kruse & Powell, 2009
- Sparganothoides canities Kruse & Powell, 2009
- Sparganothoides canorisana Kruse & Powell, 2009
- Sparganothoides capitornata Kruse & Powell, 2009
- Sparganothoides carycrosana Kruse & Powell, 2009
- Sparganothoides castanea Walsingham, 1913
- Sparganothoides coloratana Kruse & Powell, 2009
- Sparganothoides cornutana Kruse & Powell, 2009
- Sparganothoides hydeana Klots, 1936
- Sparganothoides laderana Kruse & Powell, 2009
- Sparganothoides lentiginosana Walsingham, 1879
- Sparganothoides licrosana Kruse & Powell, 2009
- Sparganothoides lugens Walsingham, 1913
- Sparganothoides machimiana Barnes & Busck, 1920
- Sparganothoides morata Walsingham, 1913
- Sparganothoides ocrisana Kruse & Powell, 2009
- Sparganothoides plemmelana Kruse & Powell, 2009
- Sparganothoides polymitariana Kruse & Powell, 2009
- Sparganothoides probolosana Kruse & Powell, 2009
- Sparganothoides proselana Kruse & Powell, 2009
- Sparganothoides silaceana Kruse & Powell, 2009
- Sparganothoides teratana Zeller, 1877
- Sparganothoides torusana Kruse & Powell, 2009
- Sparganothoides umbosana Kruse & Powell, 2009
- Sparganothoides vinolenta Walsingham, 1913
- Sparganothoides xenopsana Kruse & Powell, 2009